# Lozno, Kiustendil
Lozno (în bulgară Лозно) este un sat în comuna Kiustendil, regiunea Kiustendil,  Bulgaria. 

## Demografie
Componența etnică a satului Lozno
     Bulgari (97,2%)
     Nicio identificare (2,79%)
     Altele (0%)
La recensământul din 2011, populația satului Lozno era de 824 locuitori. Din punct de vedere etnic, majoritatea locuitorilor (97,2%) erau bulgari. Pentru 2,79% din locuitori nu este cunoscută apartenența etnică.